# PopTop Software
PopTop Software Inc. foi uma desenvolvedora de jogos eletrônicos estadunidense sediada em Fenton, Missouri. Fundada em 1993 por Phil Steinmeyer, a empresa foi adquirida pela Take-Two Interactive em julho de 2000, se tornou parte da marca 2K em janeiro de 2005, e fechada em março de 2006. Ela era conhecida por seus jogos de construção e gerenciamento.

## História
A PopTop Software foi fundada pelo programador e designer Phil Steinmeyer em 1993. Em 24 de julho de 2000, a Take-Two Interactive anunciou que havia adquirido a PopTop Software. A acordo incluiu 559.100 ações da Take-Two Interactive, estimadas em aprocimadamente 5,8 milhões de dólares. Em 25 de janeiro de 2005, a Take-Two anunciou a criação da marca 2K, que administraria seus estúdios de desenvolvimento, incluindo a PopTop Software.
Steinmeyer deixou a PopTop Software no final de 2004 e fundou a New Crayon Games, que mais tarde desenvolveria Bonnie's Bookstore, em maio de 2005. Em 7 de março de 2006, foi anunciado que as operações da PopTop Software haviam sido fundidas à Firaxis Games, outro estúdio da 2K.

## Jogos desenvolvidos
| Ano  | Título                                 | Plataforma(s)           | Publicadora             | Ref.   |
| ---- | -------------------------------------- | ----------------------- | ----------------------- | ------ |
| 1998 | Railroad Tycoon II                     | Microsoft Windows       | Gathering of Developers | [ 9 ]  |
| 1999 | Railroad Tycoon II: The Second Century | Microsoft Windows       | Gathering of Developers | [ 9 ]  |
| 2001 | Tropico                                | Microsoft Windows       | Gathering of Developers | [ 9 ]  |
| 2002 | Age of Wonders II: The Wizard's Throne | Microsoft Windows       | Gathering of Developers | [ 10 ] |
| 2002 | Tropico: Paradise Island               | Microsoft Windows       | Gathering of Developers | [ 11 ] |
| 2003 | Railroad Tycoon 3                      | Microsoft Windows       | Gathering of Developers | [ 12 ] |
| 2003 | Tropico 2: Pirate Cove                 | Microsoft Windows       | Gathering of Developers | [ 13 ] |
| 2004 | Railroad Tycoon 3: Coast to Coast      | Microsoft Windows       | Gathering of Developers | [ 14 ] |
| 2005 | Shattered Union                        | Microsoft Windows, Xbox | 2K Games                | [ 15 ] |